# 福松凜
福松 凜（ふくまつ りん、1998年 12月8日   - ）は日本の俳優。
東京都  出身。ソニー・ミュージックアーティスツ所属

## 人物
- 日大鶴ヶ丘高校出身[2]
- 特技：野球、水泳、スポーツ全般、ダンス[1]

## 出演

### 映画
- 春夏（2021年） - コウイチ 役
- HAPPY END（2022年） - 林樹 役
- アキラとあきら（2022年） - 武井 役
- ラーゲリより愛を込めて（2022年） - 工藤久 役
- ハピネス（2024年）
- 追想ジャーニー リエナクト（2024年） - 中村 役[3][4]

### テレビドラマ
- 都立水商!～令和～ 第6話（2019年、MBS/TBS）[5]
- 就活生日記 第4話（2020年3月12日、NHK） - 杉山 役
- Memories～看護師たちの物語～（2020年、BS日テレ） - 松林健太郎 役
- 孤独のグルメ Season10 第2話 （2022年10月15日、テレビ東京） - 日本人後輩客 役
- 30歳まで童貞だと魔法使いになれるらしい 第8話（2020年11月27日、テレビ東京） - 達央 役[6]
- ガラパゴス（2023年2月6日・13日、NHK BSプレミアム・BSプレミアム4K / 11月4日 - 25日、NHk総合） - 三浦和尊 役
- クールドジ男子（2023年4月15日・22日・5月6日・20日・6月3日・10日、テレビ東京） - 黄田 役
- 異物－アナザーストーリー－（2023年4月18日 - 5月2日、TOKYOMX） - 主演・フミヤ 役
- ドラフトキング 第7話 - 最終話（2023年5月20日 - 6月10日、WOWOW） - 照屋勉 役[7]
- Perfect Love Story（2023年9月12日・19日、TOKYOMX） - 主演
- 下剋上球児（2023年10月15日 - 12月17日、TBS） - 富嶋雄也 役[8]
- パンドラの果実〜科学犯罪捜査ファイル〜 最新章SP （2024年6月16日、日本テレビ） - 鈴原大樹 役[9]
- オクトー 〜感情捜査官 心野朱梨〜 Season2 第5話・第6話（2024年10月31日・11月8日、読売テレビ・日本テレビ系） - 蓮沼太一 役[10]
- 特捜9 final season 第7話（2025年5月21日、テレビ朝日） - 中崎レント 役[11]

### 配信ドラマ
- パンドラの果実〜科学犯罪捜査ファイル〜 Season3（2024年6月16日 - 7月14日、Hulu） - 鈴原大樹 役[9]

### ミュージックビデオ
- 友成空「ベルガモット」（2025年）[12][13]